# Pfarrkirche Kronstorf

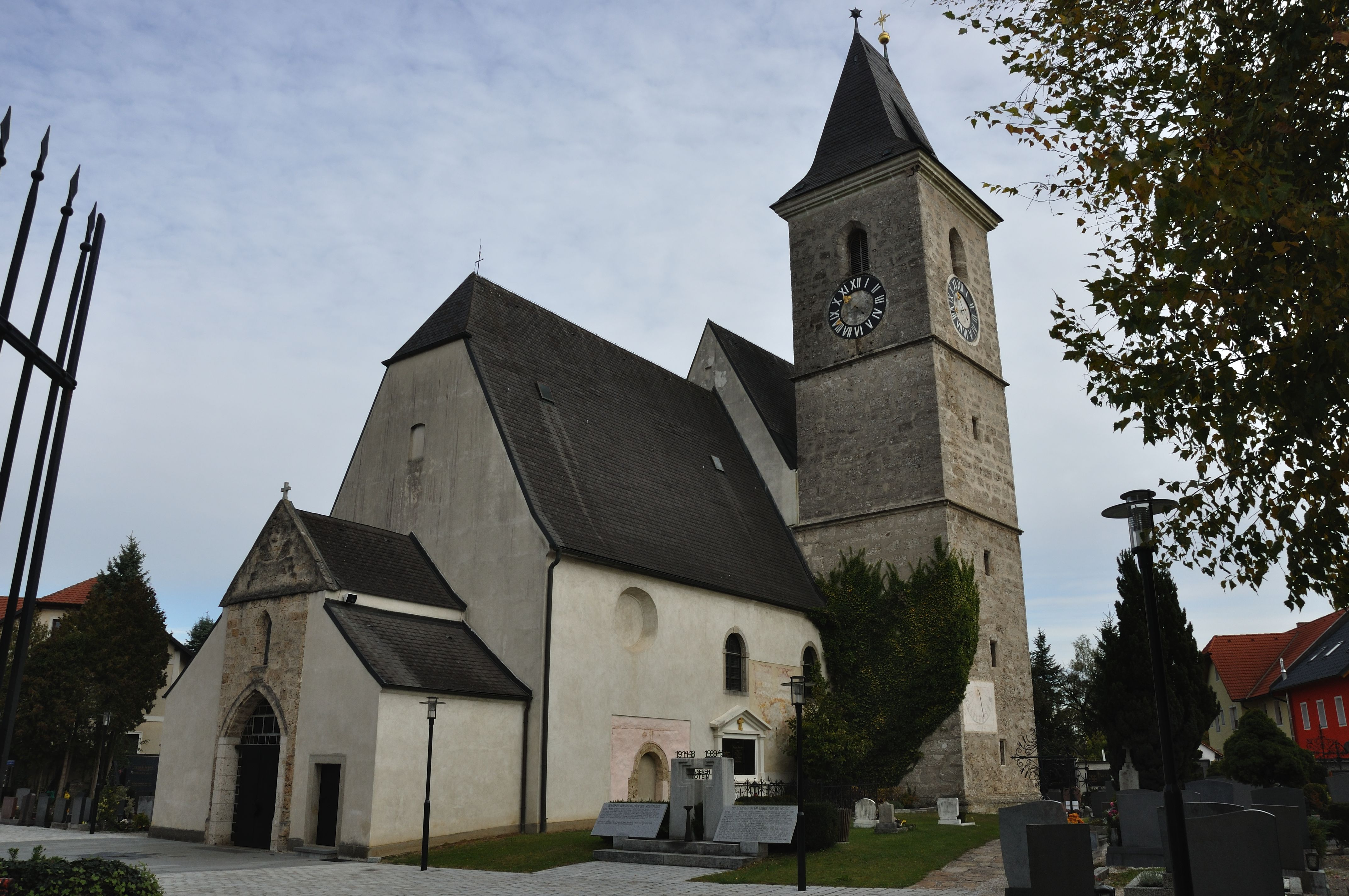
Pfarrkirche hl. Bartholomäus und hl. Katharina in Kronstorf

Die Pfarrkirche Kronstorf steht im Ort Kronstorf in der Marktgemeinde Kronstorf in Oberösterreich. Die römisch-katholische Pfarrkirche hl. Bartholomäus und hl. Katharina gehört zum Dekanat Enns-Lorch in der Diözese Linz. Die Kirche und der Friedhof stehen unter Denkmalschutz.

## Geschichte
Es ist ungewiss, ob in Kronstorf bereits eine Holzkirche existierte, als der Ort im Jahr 834 urkundlich genannt wurde, da in dieser Urkunde kein Kirchengebäude erwähnt wird.

## Architektur
Der spätgotische gegenüber dem Langhaus höhere eingezogene netzrippengewölbte Chor hat einen Dreiachtelschluss. Das einschiffige dreijochige stichkappengewölbte Langhaus ist aus dem 17. Jahrhundert. Der mächtige spätgotische Turm steht im südlichen Chorwinkel. In der Westfassade ist die schmälere gotische Fassade erhalten.

## Ausstattung
Die Einrichtung ist neugotisch. Das Hochaltarbild malte G. Schaller (1855). Die Orgel aus 1879 mit 11 Registern und 2 Manualen wurde von Matthäus Mauracher gebaut.